# Reformationen i Danmark
Reformationen i Danmark-Norge og Holsten er betegnelsen for den omvæltning af kirken der skete i 1536, da man overgik fra katolicismen til protestantismen i den danske kirke. Reformationen i Europa skete dog ikke fra den ene dag til den anden da selve overgangen skete over flere årtier via strømningerne fra det Tysk-romerske rige hvor Martin Luther for alvor startede det hele i 1517. I Danmark krævede reformationen også en årelang borgerkrig før den nye sejrende konge kunne overtage magten og endelig gennemføre overgangen.

## Reformationens indhold og hensigt
Reformationen var først og fremmest en centralisering af magten i kongens person og initiativet udgik fra kongen og de øverste personer omkring kongehuset. Der var intet folkeligt eller demokratisk islæt ved reformationen. Ved denne omplacering af religionens magtcenter håbede man på at gøre kirken mere effektiv og totalitær og det lykkedes tilfulde i Danmark, hvor man anvendte trusler om dødsstraf, tortur, landsforvisning og konfiskation af ejendom som overtalesesmidler. De liturgiske og dogmatiske ændringer bestod blandt andet i overgang til dansk sprog samt udrensning af en mængde helgenstatuer fra kirkerummene. Guds repræsentant i landet var nu kongen, mens det under katolicismen havde været biskoppens rolle.  
I Tyskland bruger man udtrykket "den Lutherske ortodoksi" for perioden 1577 til ca 1730. De reformerte samfund levede da under et næsten teokratisk styre. Før 1577 var der en periode med indbyrdes stridende retninger, efter 1730 blev tidsånden pietistisk, hvilket indebar mindre respekt for autoritet og dogme og mere råderum for den individuelle tankegang.   

## Den danske reformations centrale personer

### Christian II
Christian 2. (1. juli 1481 – 25. januar 1559) var en dansk konge af den oldenborgske slægt. Han blev født 1481 på Nyborg Slot som søn af kong Hans og blev 
valgt som tronfølger af det danske rigsråd i 1487. Han var konge af Danmark og Norge 1513-1523 og af Sverige 1520-1523.

### Frederik I
Frederik 1./Frederik af Holsten (7. oktober 1471 på Haderslevhus – 10. april 1533 på Gottorp Slot) var konge af Danmark og Norge fra 1523-33. Han blev født som den anden (og yngste) søn af Christian 1. og Dorothea af Brandenburg og voksede op i hertugdømmerne Slesvig og Holsten.

### Christian III
Christian 3. (12. august 1503 – 1. januar 1559) var den ældste søn af Frederik 1. og Anna af Brandenburg. Han var af den oldenborgske slægt og blev født på Gottorp Slot den 12. eller 13. august 1503. Han var konge af Danmark og Norge fra 1534. Under en udlandsrejse overværede han den berømte rigsdag i Worms i 1521, og mødet med Martin Luther gjorde et uudsletteligt indtryk på Christian 3.

### Martin Luther
Martin Luther, (10. november 1483 i Eisleben, Tyskland – 18. februar 1546 i Eisleben) var en tysk munk, reformator og teolog. Han blev præst i augustiner-eremitternes orden, som gav ham en grundig katolsk  uddannelse, der førte til, at han blev professor ved universitetet i Wittenberg. I 30-årsalderen udviklede han egne teologiske synspunkter om kirkens myndighed, sakramenterne og om mennesket og dets forhold til Gud. Han tog afstand fra kirkens aflad. Det gav stødet til reformationen og de evangelisk-lutherske kirker. Reformationen begyndte 31. oktober 1517, med hans teser mod afladspraksis. Det var egentlig ikke et skelsættende teologisk brud, men de førte få år efter til et uigenkaldeligt brud.

### Hans Tausen
Hans Tausen (Født 1494 i Birkende ved Langeskov på Østfyn – død 1561 i Ribe) var en dansk gejstlig og reformator. Han havde studeret i Wittenberg hos Martin Luther, og var med til at reformere Viborg og København. Ligesom de øvrige danske reformatorer var han ikke kun påvirket af Luther, men også andre store teologer i tiden, som ikke var så lutherske.

### Jørgen Jensen Sadolin
Jørgen Jensen Sadolin (Født 1499 i Viborg – død 1559 i Odense). Første protestantiske biskop i Odense

### Poul Helgesen
Overgangsperson mellem katolicisme og lutheranisme i Danmark.

### Christiern Pedersen
Overgangsperson mellem katolicisme og lutheranisme i Danmark.

## Optakt

### Kirken i Danmark under Christian II 1513-1524
Optakten til reformationen i Danmark begyndte i 1513 hvor Christian II blev konge. Kongen stod i opposition til adelen og Kirken på en række punkter og ønskede en række reformer, der ville give ham mere kontrol over kirken. Dette medførte bl.a. at han overtog kontrollen med Ærkebispedømmet i Lund, hvor hans sekretær Jørgen Skodborg blev indsat som de facto leder, indtil Didrik Slagheck overtog embedet 1522-1523. Didrik Slagheck blev dog henrettet og Aage Jepsen Sparre overtog embedet som den fjerde på to år. Han beholdt embedet indtil 1532. Aage Jepsen Sparre blev aldrig godkendt af pavemagten hvilket siden medførte bruddet med den apostolske succession i Danmark, som er blevet videreført indtil nutiden. Problemstillingen kan ligeledes henføres til Frederik I's gennemførelse af, at Bispekonfirmationen fra og med 1526 ikke længere skulle hentes ved Paven i Rom, men hos Ærkebispen i Lund og da Aage Jepsen Sparre ikke var godkendt af paven, var linjen brudt. 
Kong Christian II fremlagde i 1521-22 en række love der skulle reformere de kirkelige forhold i Danmark. Kirken besad på dette tidspunkt enorme jordområder og pengesummer, og Christian II ønskede at begrænse forøgelsen af de kirkelige ejendomme, således at det blev forbudt for kirken at modtage jord som gave. Ligeledes ønskede Christian II at stoppe pengestrømmen ud af Danmark til Rom som udgjorde et økonomisk problem for den danske økonomi. Tiggeriet blev desuden begrænset således, at det kun var de fire anerkendte tiggermunkeordener, som måtte tigge i de danske byer. 
Christian II var inspireret af den bibelhumanistiske strømning i Europa, som var anført af Erasmus af Rotterdam. Hans morbror, Kurfyrsten Frederik den Vise, sendte således Martin Reinhard og Andreas Karlstadt til Danmark for at hjælpe med kirkelige reformer. Arbejdet strandede hurtigt og de rejste hjem igen. I Danmark blev Poul Helgesen fortaler for den reform-katolske bevægelse og han kom som professor til at påvirke mange af de personer som senere gennemførte den lutherske lære i Danmark.
I 1523, udbrød der oprør imod Christian efter at Sverige havde løsrevet sig og Christian II havde øget skatteinddrivelsen til at finansiere et modangreb. Den 13. april 1523 flygtede han med sin familie til Nederlandene hvor han søgte hjælp hos Karl 5. (Tysk-romerske rige).
Efter Christians flugt blev Frederik I hyldet som ny konge i Viborg. Christian II's reform-katolske lovgivning blev tilbagekaldt og Kirkens og adelens oprindelige position før Christian II blev genoprettet. Christian II gik under sit eksil i 1523 over til Lutheranismen, efter at han havde besøgt Wittenberg og deltaget i en messe ledet af Martin Luther. Dette fik de katolske fyrster i Tyskland til at vende sig imod Christian II og anerkende Frederik I som den legitime regent i Danmark. Under Christian II's eksil fik han udarbejdet en oversættelse af det nye testamente på dansk som medtog Luthers fortaler til de forskellige skrifter. Skriftet blev forbudt i Danmark og måtte smugles ind.

### Reformationen spreder sig 1525-1530
I 1526 knytter Frederik I diplomatiske bånd til Albrecht af Preussen, som var frafalden stormester af den katolske ridderorden i Preussen og som efterfølgende havde omdannet Preussen til en verdslig stat.  Brylluppet medførte en del kritik fra bl.a. Poul Helgesen, som var bange for spredningen af den lutherske lære. 
I Haderslev-Tørning Len var Hertug Christian, den senere Christian III stærkt inspireret af Martin Luther efter at have mødt ham på rigsdagene i Worms i 1521. Han lod oprette en luthersk præsteseminar i Haderslev, som blev ledet af Johan Wenth og i løbet af årene efter 1526 spredte den lutherske reformation sig i Slesvig. I 1528 blev præsterne kaldt hvor de svor trosskab til Hertugen og tiltrådte de såkaldte Haderslevartikler. Således var reformationen af Kirken gennemført i Slesvig. I regionen var der forsøg på at gennemføre reformationen inspireret af døberbevægelsen, men dens leder Melchior Hoffmann blev forvist fra Flensborg i 1529.
I løbet af 1520erne spredte reformationen sig videre til Malmø, hvor der blev gennemført en gudstjenestereform der betød at messen blev afholdt udelukkende på dansk som det liturgiske sprog, ligesom at det Det nye Testamente blev oversat til et læseligt dansk i 1529 af Christiern Pedersen, en tidligere elev af Poul Helgesen. I 1530 efter en række uroligheder var den lutherske reformation konsolideret i Malmø og København bl.a. efter at Hans Tausen var kaldt til København af Kongen.
Allerede i 1525 begyndte johannitermunken Hans Tausen at prædike luthersk i Viborg. Oprindelig havde han været en del af johanitterklostret i Antvorskov, men i forbindelse med et studieophold i Tyskland havde han mødt Martin Luther og var blevet stærkt inspireret af dennes ideer. I 1526 blev han bortvist fra klosterordnen, men han fortsatte med at prædike i Viborg. I årene herefter bredte den lutherske bevægelse sig i landet, og skønt Frederik 1. i sin håndfæstning havde lovet at bekæmpe lutheranismen, udstedte han alligevel i 1526 et værnebrev til Viborgs borgere, der forpligtede dem til at beskytte Hans Tausen. Den lutherske bevægelse havde taget sit udspring i Tyskland og var opkaldt efter Martin Luther, der var den væsentligste drivkraft. Bevægelsen fik hurtigt stor indflydelse i Danmark, selv om humanister som Poul Helgesen længe forsøgte at opretholde en reformbevægelse inden for romerkirkens rammer i stedet for at afskaffe den helt, som lutheranerne ville.

### Den kongeløse periode 1530-1535
I de første år af 1530'erne opmuntrede kongens passivitet befolkningen til at angribe klostre og kirker. Christian 2., der siden 1523 havde levet i landflygtighed, benyttede uroen omkring dette til at udsende propagandaskrifter, der agiterede for ham selv og den nye lutherske lære. Da Frederik 1. døde i 1533, kunne man på herredagen ikke blive enige om en ny konge. Et katolsk flertal foretrak Frederiks 12-årige søn Hans, mens et mindretal gik ind for dennes halvbror Christian, der som hertug i hertugdømmerne i 1520'erne havde indført lutheranismen. 
Kongevalget blev pga. uenigheden udsat et år, og i mellemtiden skulle rigsrådet regere og bisperne bestemme, hvad der måtte prædikes i deres respektive stifter. Desuden blev Hans Tausen på herredagen anklaget for kætteri og bortvist fra Sjælland, men han blev af Roskildes biskop kaldt tilbage kun en måned senere. Utilfredsheden med at det af adelen styrede rigsråd havde overtaget styringen med landet, fik borgere fra Malmø og København samt bønder fra især Nordjylland til at slutte op om den landsforviste Christian 2.
På herredagen havde man desuden sluttet sig til en nederlandsk-slesvig-holstensk alliance i stedet for til Lübeck, som ved borgmester Jürgen Wullenwever også havde været repræsenteret på herredagen.

### Grevens Fejde 1534-1536
I januar 1534 nægtede Malmøs bystyre med borgmester Jørgen Kock i spidsen at efterkomme en ordre fra ærkebispesædet om at udvise de lutherske prædikanter. Malmø havde allerede længe været centrum for evangelisk virke og besvarede ordren ved at besætte stadens borg, Malmøhus, og arrestere lensmanden. I maj blev dette oprør fulgt op af Grev Christoffer af Oldenburgs angreb på Holsten. Han var blevet hyret af Jørgen Kock og Wullenwever til at erobre Danmark, officielt for at genindsætte Christian 2. Grevens deltagelse i de kommende godt to års borgerkrig gav den navnet Grevens Fejde. Grevens hovedmål var ikke Holsten, men derimod Sjælland, hvortil han sejlede, og han fik hurtigt kontrol over alt dansk land øst for Storebælt. Grev Christoffer af Oldenburg indførte en luthersk kirkeordning i de erobrede områder og forviste de katolske biskopper. 
Den 4. juli 1534 mødtes repræsentanter fra den jyske adel og rigsråder i Rye ved Silkeborg. Her tvang lavadlen bisperne til at pege på lutheraneren hertug Christian som kongsemne. Da den fynske adel tilsluttede sig, sagde hertug Christian ja, og han blev 18. august samme år hyldet i Horsens som kong Christian 3.
Efter at både Fyn og Jylland havde gjort oprør, og Sverige og Preussen blev indblandet i krigen i Skåne, trak Lübeck sig i januar 1536 ud af kampen, og 6. april kapitulerede Malmø, dog uden at miste hverken privilegier eller den evangeliske lære. Efter at befolkningen havde sultet i flere måneder, gav København til sidst også op, og borgmester Ambrosius Bogbinder begik selvmord. I lighed med Malmø mistede København heller ikke sine privilegier, og oprørerne fik amnesti.

### Reformationen
Den 6. august 1536 kunne Christian 3. holde sit indtog i København, og 6 dage senere gennemførte han et statskup. De tre bisper, som opholdt sig i København, blev arresteret, og de resterende blev fundet og ligeledes sat bag lås og slå. Den officielle begrundelse var deres tøven med at vælge Christian til konge og for på andre måder at have optrådt forbryderisk. Den egentlige grund var dog, at Christian 3. ville slå to fluer med et smæk: At gennemtrumfe en luthersk reformation samt at konfiskere bispegodset, hvis indtægter bl.a. skulle dække udgifterne til den netop afsluttede borgerkrig.  

## Reformationens eftervirkninger og reformer
1537 ankom Johannes Bugenhagen en af Martin Luthers medarbejder og denne hjalp med udarbejdelsen af den nye lutherske-evangeliske kirke ordnet i kirkeordinansen, der blev godkendt af selveste Martin Luther. Den vendte sig mod helgendyrkelse, fastedage, sjælemesser, cølibat og alt andet, der blev betragtet som katolsk fjas, og gik i stedet ind for forkyndelse og prædiken på dansk. Kirkeordinansen er oprindeligt skrevet på Latin, men blev i 1539 oversat af Sjællands biskop Peder Palladius og senere godkendt af rigsrådet i sin danske form. 
Den 12. august 1537 lod Christian III sig krone ved en ceremoni, og i september 1537 indsatte Johannes Bugenhagen de nye lutherske biskopper i deres embeder. Han havde ikke været katolsk biskop før reformationen og derved brød den danske kirke endegyldigt med den Apostolisk succession.
Langt de fleste munke og nonner fik lov at blive i deres klostre; gråbrødreklostrene var dog en undtagelse (se hertil), og præsterne fik lov at beholde deres kirker til de døde; først da den sidste munk eller nonne var død, blev klosteret lagt sammen med krongodset, og kirkesognene sammenlagt. Så til trods for den hårde fremgangsmåde, som specielt Peder Palladius fulgte på Sjælland, blev overgangstiden efter reformationen en ublodig affære i Danmark.